# Царські гробниці в Селце-e-Поштме

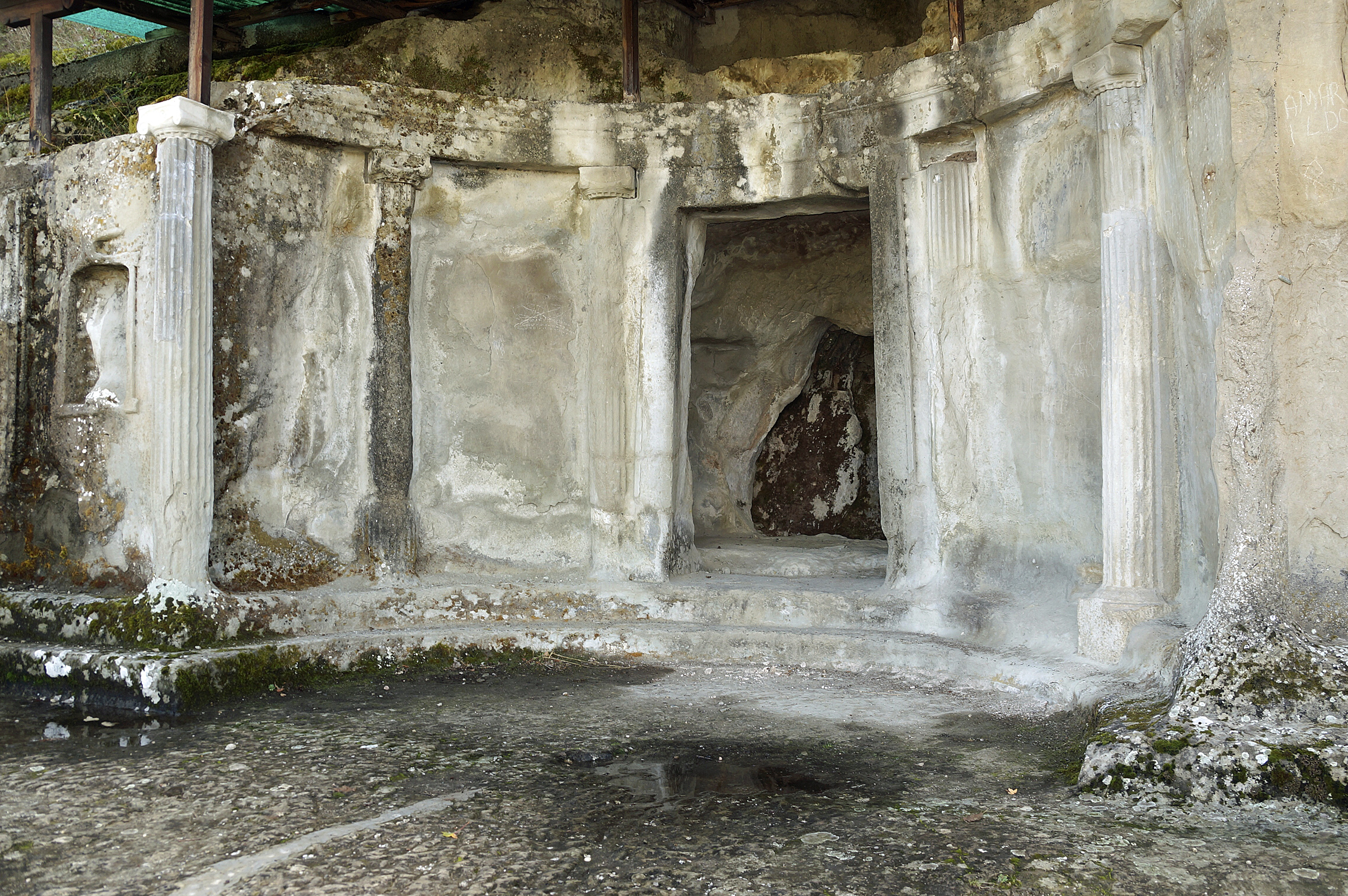
Могила III

Іллірійські гробниці в Селце-е-Поштме (алб. Varret e Selcës së Poshtme) розташовані поблизу міста Поградец в Албанії біля села Селце-е-Поштме. На правому березі річки Шкумбіні на висоті 1040 м над рівнем моря лежать залишки стародавнього міста Пеліон і супутнього некрополя. Повз нього йшла римська Віа Егнатія в напрямку Салонік. Хоча є сліди людської діяльності в епоху неоліту, власне поселення датується залізним віком (іллірійський протоміський) до іллірійського міського періоду (5-2 століття до н. е.). Досягло свого розквіту під час поселення іллірійського племені енчелії в пізньому залізному віці. Також було заселене в римський період, як показують сліди муніципального будівництва. З 4 по 1 століття до нашої ери місто було королівською резиденцією іллірійських королів і, отже, також, ймовірно, важливим політичним і економічним центром. У 1996 році Албанія включила королівські гробниці Селце-е-Поштме до списку Світової спадщини ЮНЕСКО.

## Поселення
Шаблон:Southern Illyria Labeled Map
Із 1969 по 1972 роки розкопки проводив албанський археолог Нерітан Цека. За його словами, поселення має п'ять етапів заселення. Селце I—III поділяються на: пізній неоліт, ранній бронзовий вік і пізній бронзовий вік, усі представлені різними формами кераміки. Поселення було безперервно заселене з епохи бронзи до доби заліза. У 6-5 століттях до нашої ери поселення розвивалося як протоміський центр на дорозі, що пролягала вздовж річки Шкумбіні, яка з'єднувала узбережжя Албанії з Македонією. Із залізного віку на місці є постійне поселення. Близько 570 р. до н. е./550 р. до н. У верхньому горизонті знайдено місцеву червоно-коричневу розмальовану кераміку, кругову кераміку з двома ручками та вироби іонічної та аттичної ери. Місцеві гончарі копіювали грецькі зразки і також зазнавали впливу їх стилю. Упродовж 4-го століття акрополь був укріплений оточувальною стіною з добре обробленого каменю. Місто було площею 30 тис. м2.

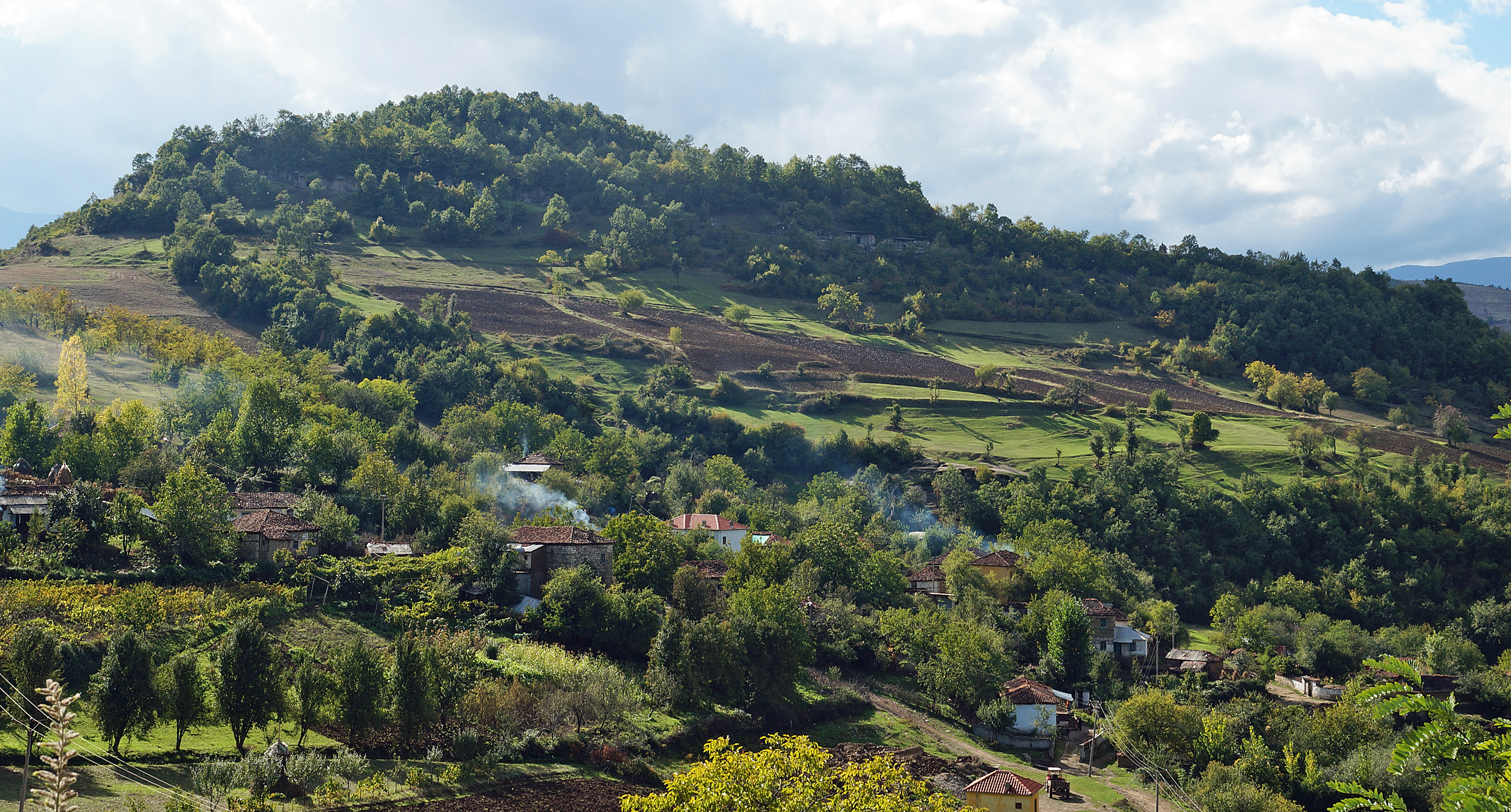
Селце-е-Поштме

У 4 і 3 століттях до нашої ери Селце було важливим торговим центром та адміністративним центром іллірійського регіону Дасаретів. Для розвитку поселення по горбистій місцевості створювали тераси. У III столітті монументальні гробниці були вирубані в скелі навколо акрополя, деякі з іонічними колонами. Одна з цих гробниць була повторно використана наприкінці 2-го століття, і там було виявлено широкий спектр знахідок, включаючи зброю, бронзовий посуд, кераміку та золоті прикраси.
Будівництво Віа Егнатії, що оминула місто, призвело до його занепаду. У 4 столітті нашої ери Селце, як військовий та адміністративний центр, було повторно укріплене кам'яними стінами, скріпленими розчином. Будинки були побудовані з повторно використаної римської та іллірійської кладки. На основі монетних знахідок можна визначити фази будівництва двох елементів. Перший із часів Валентиніана I (364—375), другий із часів Юстиніана I (518—565) до 547/548 років. Місто мало економічне та політичне значення до того, як його завоювали слов'яни, які знищили останні залишки іллірійського міста.

## Могили
Царські гробниці розташовані під Акрополем, вирубані в скелі і створені під час правління іллірійських царів (4-3 століття до н. е.)

### Гробниця I— кам'яне поховання з іонічним ордером (4-3 ст. до н.е.)

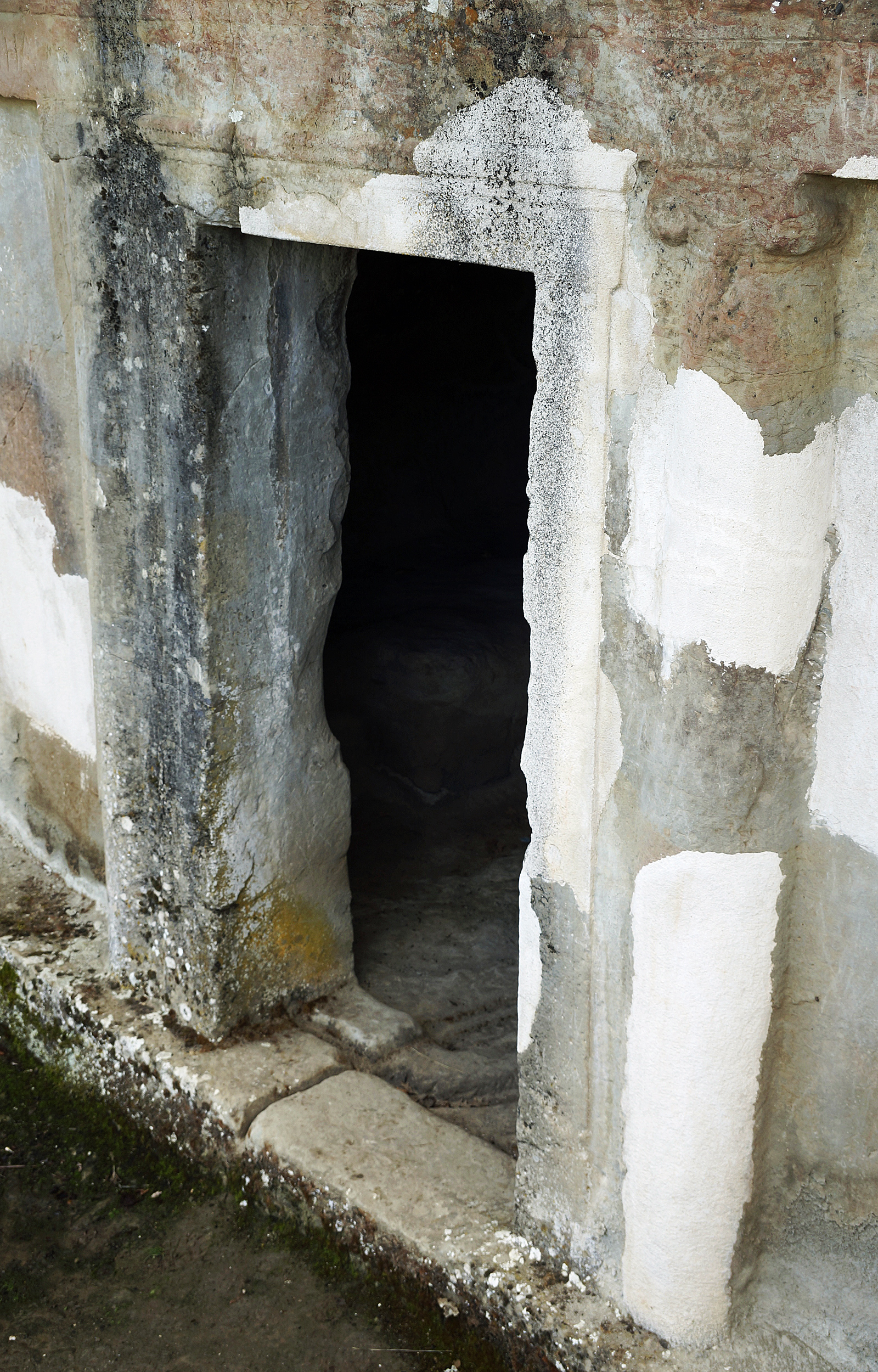
Могила І

Гробниця I складається з прямокутної поховальної камери з передпокоями або передньою частиною. Похоронну камеру, висота якої 2,10 м, перекриває ствольний склеп. Зовні дверей є дощоприймач та врізки. Фасад гробниці має колонаду з доричних пілястрів із капітелями, що нагадують іонічний ордер, прикрашають фасад, на якому все ще можна побачити сліди живопису зі станиною вгорі. Дверний отвір значний. У поховальній камері є два вирубані в скелі ложа, одне біля бічної стіни, інше біля задньої. Ця гробниця орієнтована на македонську монументальну гробницю другої половини IV століття до нашої ери.

### Могила II— театральне поховання (середина IIIст. до н.е.)

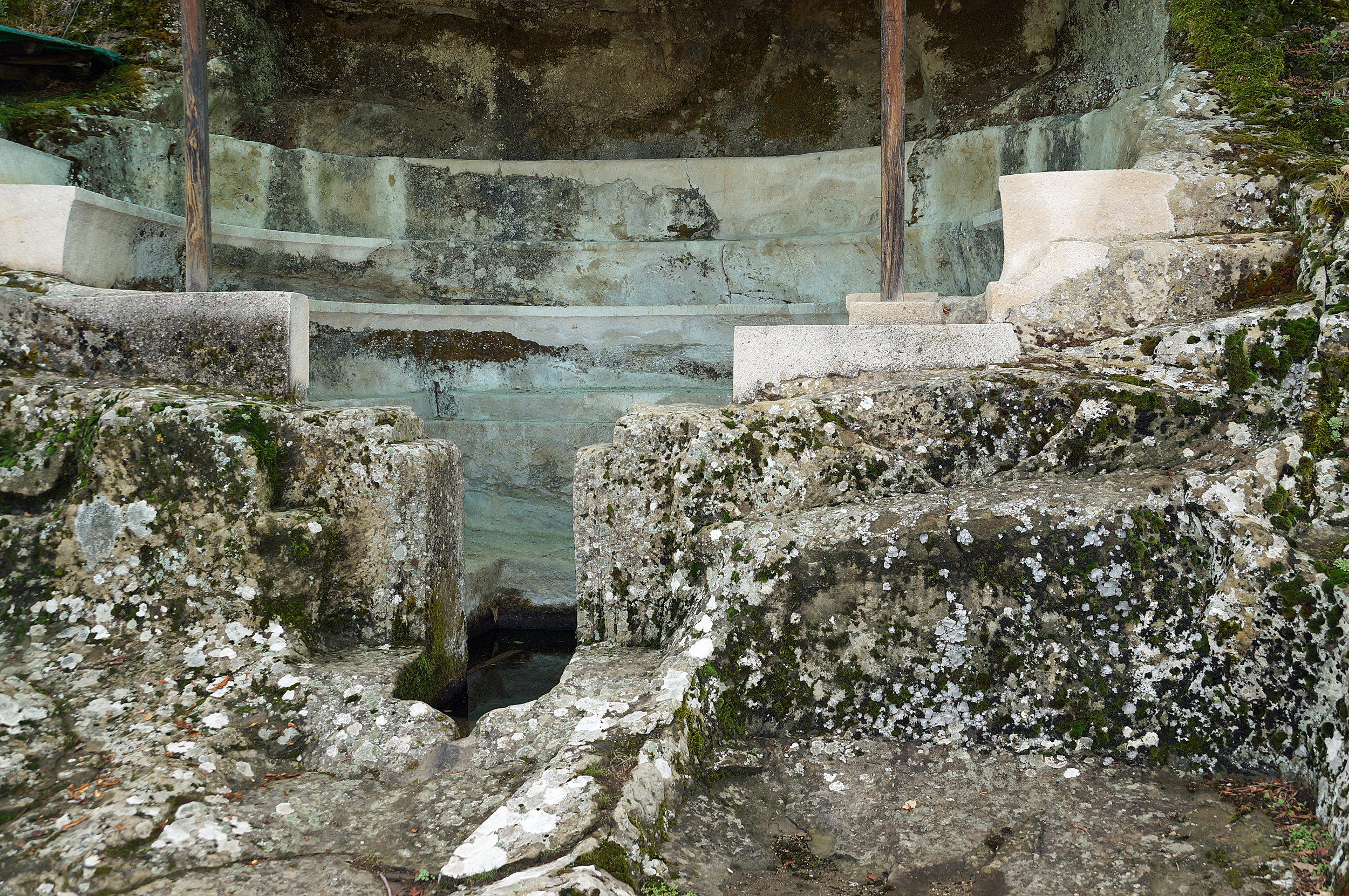
Могила II

Могила II складається з двох елементів: внизу прямокутна похоронна камера зі сходами, що ведуть вниз. Спочатку вона була закрита кам'яними плитами. Зверху розташований театральний комплекс із двома ступінчастими рядами сидінь, які могли слугувати для будь-яких ритуалів чи відвідин родини, пов'язаних із покійним.

### Гробниця III— центральне поховання (середина IIIст. до н.е.)
Ця могила складається з двох рівнів. Верхній рівень являє собою вирубану в скелі екседру як іонічний напівцикл із вісьмома пілястрами, капітелі яких були зроблені окремо, фланкуючи вхід. Ліворуч розташована ніша з рельєфом із вигравіюваним букранієм та шоломом пергамського типу. Праворуч — рельєф ілліро-македонського щита. На підлозі гробниці була мозаїка, але нічого від цього не залишилося. Двері, які були б запечатані, ведуть у вузьку камеру. Гілкс вважає, що ця камера, можливо, була покинута через нерівність скелі, і що камера внизу могла бути розрізана в підсумку. Видно розлом у скелі та грубі відбитки. Друга камера має високе склепінчасте склепіння і містила два гарно різьблених саркофаги у формі кушеток. У цій камері було виявлено 10 поховань, деякі в саркофагах, інші в підлозі. Засвідчено другий період поховання. Вони датуються останніми десятиліттями 3-го століття і виготовлено багато могил, які зараз виставлені в Тирані. Деякі вчені вважають, що це могла бути гробниця королівської родини чи династії. Серед поховання — золоті сережки, намиста, шпильки, каблучки — все елліністичного типу, поясна фурнітура, залізо, срібна прикраса із зображенням сцени битви, обладунки, наконечники списів і 30 керамічних посудин.

### Гробниця IV (друга половина IIIст. до н.е.)

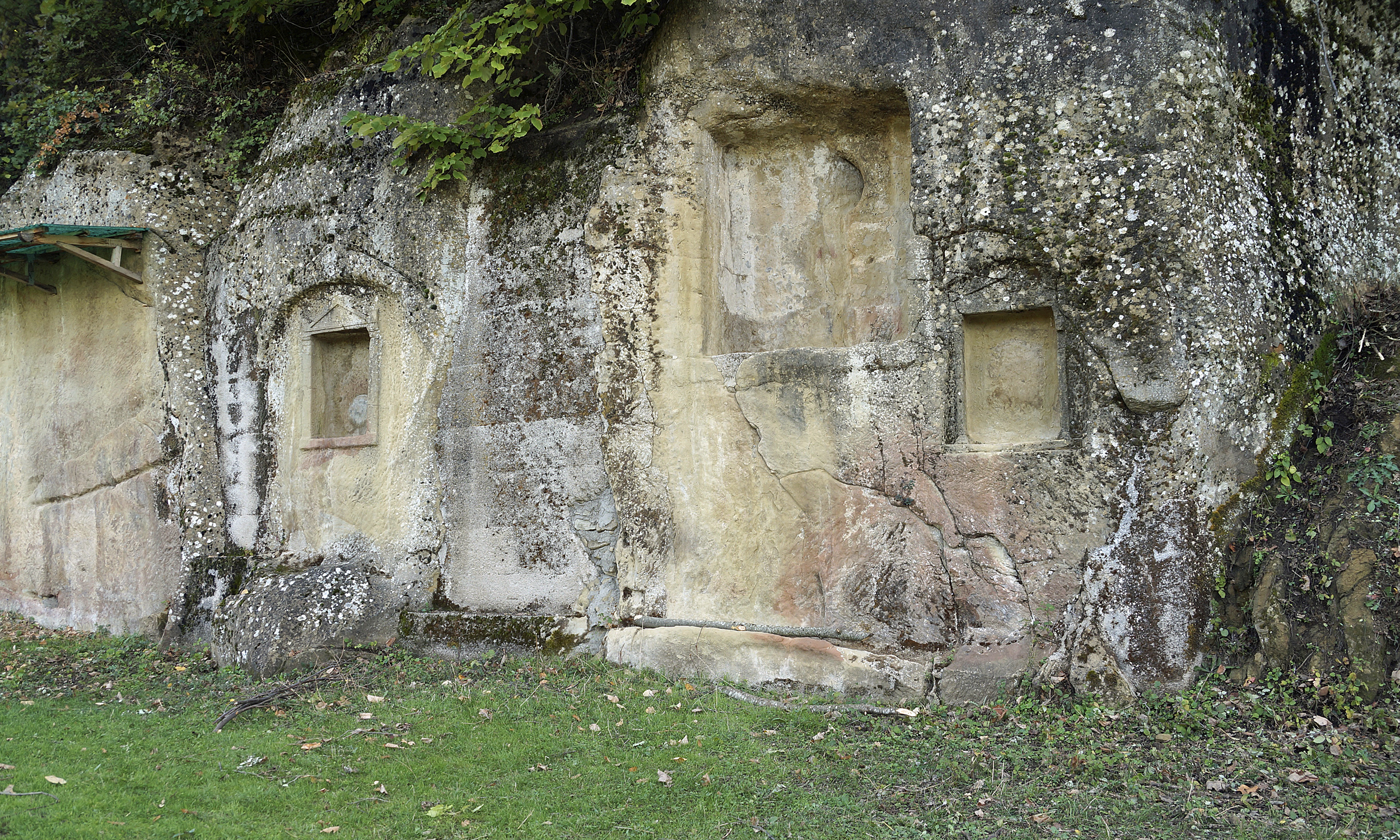
Частина фасаду гробниці IV

Могила IV має 5 м високий фасад із двома окремо вирубаними іонічними колонами та станиною і тимпаном храму. Вона наймонументальніша з усіх. Фасаду вже немає на місці, хоча деякі частини можна побачити на землі. Спочатку там були двостулкові кам'яні двері. Прорізи в порозі добре видно. Поховальна камера, покрита дахом, вирубана у склепінні і спочатку була покрита пофарбованою штукатуркою. У камері міститься єдиний саркофаг із кам'яних плит, який був пограбований у давнину. Могила датується другою половиною III століття до нашої ери. У скелі довгого фасаду вирубано сім ніш, частково вкритих написами, які, на думку археологів, міг зробити будівельник або керівник робіт. Вони датуються 1 століттям до нашої ери.

### Могила V (кінець IIIст.)

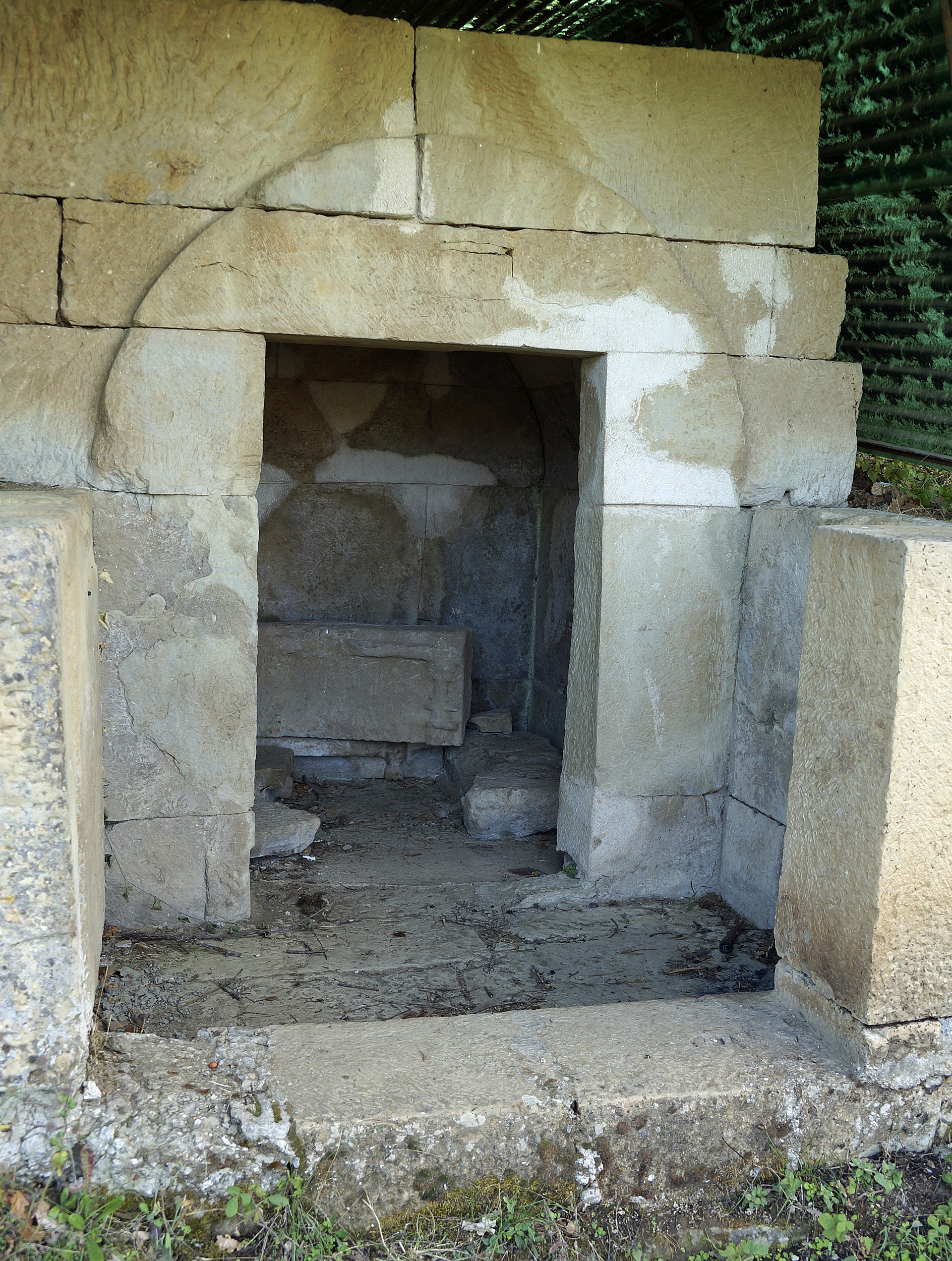
Могила V

Остання гробниця має форму македонської гробниці і складається з передпокоїв та власне похоронної камери, як покритих, так і вбудованих у тесану конструкцію. Фальшивими дверима до могильної камери слугує кам'яна плита з рельєфом. У самій камері є залишки трьох саркофагів у формі клінаїв, побудованих із вертикальних кам'яних блоків. Їх використовували в основному для поховання тіл. Пізніше в саркофаг були закладені урни та могильний інвентар. Гробниця була пограбована в давнину.